# Henry Christian Rutherford
Henry Christian Rutherford, auch Harry Rutherford, (* 17. Dezember 1911 in Reval (Tallinn); † 26. Oktober 1991 in Haywards Heath, West Sussex) war ein Autor. 

## Leben
Henry Christian Rutherford war der Sohn von Henry Kerr Rutherford (1886–1972), Direktor von Venesta, einem Partnerunternehmen der A.M. Luther AG (Martin Christian Luther). 
Rutherford heiratete am 18. Mai 1936 Grace Halliday (* 29. Juni 1910 in Leeds) in London, die Tochter des Lehrers Frederick Halliday und der Grace, geb. Halliday.
1953 war er Mitbegründer der New Atlantis Foundation (seit 2010 The Mitrinovic Foundation) in Richmond, (neben Violet MacDermot, Valerie Cooper, Ellen Mayne, Philip Mairet, David Shillan und Frederick Soddy) und ab 1957 deren Direktor.

## Veröffentlichungen
- Sovereign Self Through Max Stirner. New Atlantis Foundation 1956
- mit Dimitrije Mitrinović: The Religion of Logos and Sophia: From the Writings of Dimitrije Mitrinović on Christianity. 1966
- The Ideas of Dimitrije Mitrinovi. 1973–1991
- Erich Gutkind As Prophet of the New Age. Richmond, Surrey: New Atlantis Foundation 1975
- Christianity as Creative Myth. New Atlantis Foundation 1984
- mit Dimitrije Mitrinović: Certainly, future: selected writings. East European Monographs 1987